# Icarus (Mondkrater)
Icarus ist ein Einschlagkrater auf der Rückseite des Mondes und kann deshalb von der Erde aus nicht direkt beobachtet werden. Er liegt westlich des riesigen Kraters Korolev. Der Krater Daedalus befindet sich weniger als 200 Kilometer westlich und im Süden ergänzt der kleinere Krater Amici das Bild.
Icarus besitzt einen abgenutzten Kraterrand mit einer ziemlich breiten inneren Wandung. Die Außenwand ist im Südwesten leicht nach außen ausgebeult und auf dem südlichen Grat zeigt sich ein kleiner Krater. Nahe dem Mittelpunkt des Kraterbodens erhebt sich ein ungewöhnlich hoher Zentralberg. Dieser überragt den Kraterrand, während üblicherweise die Gipfel im Kraterinneren nur die Hälfte der Kratertiefe erreichen. Der restliche Kraterboden ist in seiner Osthälfte relativ eben und nach Westen zu etwas unregelmäßiger.
| Buchstabe | Position           | Durchmesser | Link |
| --------- | ------------------ | ----------- | ---- |
| D         | 3,84° S, 171,37° W | 69 km       |      |
| E         | 5,72° S, 169,29° W | 32 km       |      |
| H         | 7,28° S, 169,87° W | 31 km       |      |
| J         | 7,34° S, 170,69° W | 29 km       |      |
| Q         | 7,97° S, 176° W    | 39 km       |      |
| V         | 3,77° S, 175,69° W | 37 km       |      |
| X         | 2,07° S, 175,17° W | 45 km       |      |